# Elaphoglossum riparium
Elaphoglossum riparium är en träjonväxtart som beskrevs av Alexander Curt Brade. Elaphoglossum riparium ingår i släktet Elaphoglossum och familjen Dryopteridaceae. Inga underarter finns listade.